# Chersotis multangula
Chersotis multangula är en fjärilsart som beskrevs av Jacob Hübner 1803. Chersotis multangula ingår i släktet Chersotis och familjen nattflyn. Inga underarter finns listade i Catalogue of Life.